# Atto unico europeo
L'Atto unico europeo è il trattato che ha emendato i trattati di Roma del 1957 con cui è stata istituita la Comunità economica europea.
È stato firmato il 17 febbraio 1986 a Lussemburgo ed è entrato in vigore il 1º luglio 1987.. Fu elaborato per andare incontro a due necessità improrogabili: completare la costruzione del mercato libero interno, ormai al palo dopo le crisi economiche degli anni Settanta e avviare un primo embrione di Unione politica.

## Descrizione

### Il Consiglio europeo di Milano
Nel giugno 1983 il Consiglio europeo di Stoccarda proclamava una Dichiarazione solenne sul futuro della Comunità europea. Su quelle basi l'anno successivo vennero convocati due Comitati di esperti:
- "Comitato Dooge" composto da rappresentanti personali dei capi di Stato e di governo, per formulare suggerimenti al fine di potenziare il funzionamento della cooperazione comunitaria.
- "Comitato Adonnino" incaricato di preparare le azioni atte a rafforzare e promuovere l'immagine della CEE tra gli europei e nel mondo.

I rapporti dei Comitato Dooge e Adonnino vennero discussi al Consiglio europeo di Milano che si tenne tra il 28 e il 29 giugno 1985.
- Il rapporto Dooge elencava tutti i grandi obiettivi della futura Unione europea, dalla creazione di una "comunità tecnologica" basata sulla formazione e la ricerca, al potenziamento dello SME attraverso un coordinamento delle politiche economiche, di bilancio e monetarie. Veniva proposta inoltre la creazione di uno spazio giuridico comune per la lotta contro il crimine e la tutela delle libertà fondamentali. La maggioranza del Comitato Dooge propose inoltre la riduzione del voto a unanimità a poche materie, e la maggioranza qualificata o semplice – come standard. Il rapporto si concludeva con la proposta di convocare una Conferenza dei rappresentanti degli Stati membri al fine di elaborare un Trattato nuovo sulla base della Dichiarazione di Stoccarda e del rapporto Dooge.
- Il rapporto Adonnino si manteneva su livelli più generali nel rispondere al quesito di come promuovere al meglio l'immagine della CEE. Semplificazione delle procedure e migliore informazione vennero indicate come le soluzioni da adottare.

Alla vigilia del Consiglio europeo di Milano le incertezze restavano tuttavia molto forti, acuite anche da iniziative inaspettate. Il cancelliere Helmut Kohl annunciò dinanzi al Bundestag la presentazione a Milano di un progetto franco-tedesco di Trattato europeo fortemente orientato alla costruzione di un'area di "sicurezza comune" anche attraverso un collegamento con l'UEO. Inoltre la delegazione britannica presentò un documento, che ribadiva le idee già espresse qualche tempo prima in un memorandum intitolato "L'Europa: l'avvenire" a Fontainebleau, e che qui veniva espresso in forma giuridica in 9 articoli che non modificavano sostanzialmente i meccanismi comunitari e ribadivano l'obiettivo britannico di impedire un rafforzamento politico della CEE. Colta di sorpresa dalla proposta franco-tedesca, la delegazione britannica tentò tuttavia di giungere a un gentleman's agreement con Francia e Germania per un accordo minimalista che relegasse l'ipotesi di una riforma dei Trattati. I Paesi del Benelux si prepararono a resistere, ma sarebbero rimasti in minoranza se, alla cena dei Ministri degli Esteri, Giulio Andreotti, che deteneva la presidenza di turno della CEE, non avesse dichiarato che l'Italia non avrebbe mai accettato un accordo al ribasso. La mattina successiva, con una mossa a sorpresa, Kohl presentò un documento che chiedeva la convocazione di una Conferenza intergovernativa per la riforma dei Trattati, subito approvato da François Mitterrand che trasformò così da minoranza a maggioranza quella del Benelux. L'Italia forzò la mano proponendo di votare la proposta tedesca che venne accolta a maggioranza, con i voti negativi di Gran Bretagna, Danimarca e Grecia. Per la Thatcher fu una sconfitta. La Conferenza intergovernativa così convocata avrebbe avuto come basi della discussione il Libro bianco della Commissione europea presieduta da Jacques Delors e la relazione Dooge.

### Il negoziato di Lussemburgo
I lavori della CIG durarono tre mesi durante i quali la Commissione Delors avanzò le proposte in forma giuridica mentre gli Stati membri si limitavano a emendarle e votarle. In parallelo, il Comitato dei direttori politici redigeva la sezione sulla politica estera del nuovo Trattato che si limitava in pratica a formalizzare il metodo della cooperazione politica seguito nei dieci anni precedenti dalla CEE. Il compromesso fu infine raggiunto alla vigilia del Consiglio europeo di Lussemburgo dopo che la delegazione britannica ricevette dalla Thatcher il via libera alla collaborazione con gli altri partner. In generale, il compromesso raggiunto a Lussemburgo affossava definitivamente le speranza di una svolta federalista del percorso d'integrazione e ribadiva la bontà della scelta funzionalista. Il compromesso venne accolto con riserva da Italia e Danimarca: quest'ultima bocciò in Parlamento il risultato del negoziato, costringendo il governo danese a indire un referendum popolare che si tenne il 27 febbraio 1986 ed espresse parere favorevole all'approvazione del testo, ormai noto come Atto unico europeo. Il giorno dopo Danimarca, Italia e Grecia firmarono – con leggero ritardo rispetto agli altri nove Stati membri – il testo dell'Atto.

### La riforma della CEE
Divenuto obiettivo improrogabile, il completamento del mercato interno sarebbe stato raggiunto attraverso diverse disposizioni dell'Atto unico:
- Modifica dell'art. 100 CEE che eliminava la decisione a unanimità in diversi settori-chiave riguardanti la rimozione delle barriere sostituendola con quella a maggioranza qualificata. Le decisioni da prendere a maggioranza salivano da 2/3 a 3/4.
- Istituzionalizzazione di politiche comunitarie informali quali la politica regionale, ambientale e la politica di ricerca. Il Fondo europeo di sviluppo regionale veniva ufficialmente riconosciuto e divenne lo strumento fondamentale per la coesione economica e sociale, nuovo obiettivo introdotto dall'Atto.
- Riconoscimento istituzionale delle procedure di cooperazione monetaria istituite con lo SME.

Oltre a queste modifiche riguardanti gli strumenti da utilizzare per la realizzazione del mercato unico interno, l'Atto unico apportava modifiche anche a livello di istituzioni e cooperazione politica:
- Conferimento al Parlamento del potere di "parere conforme" per gli accordi di adesione, associazione e cooperazione con Paesi terzi.
- Conferimento al Parlamento di una "procedura di cooperazione" con il Consiglio: essa prevedeva un sistema di doppia lettura delle proposte legislative avanzate dalla Commissione da parte di Parlamento e Consiglio. Al termine della seconda lettura, il Consiglio nel caso in cui non avesse voluto accogliere gli emendamenti del Parlamento avrebbe dovuto adottare la proposte con voto unanime.
- Riconoscimento della procedura di "cooperazione" sul piano della politica estera e prima definizione di una politica di sicurezza comune.